# Live to Tell

## Запис
Після закінчення, Мадонна попросила продюсерів Патріка Леонарда, Стівена Брея записати кілька пісень з нею і спродюсувати її третій студійний альбом True Blue (1986). «Live to Tell» був спочатку написаний Леонардом для саундтрека до романтичного фільму-драми «Клин клином». «Мої менеджери представляли хлопця, який знімав фільм; це був його перший фільм. Я бачив трохи частини фільму і у мене був оригінал. Я написав тему і сказав: „Що, якщо я міг би змусити Мадонну написати лірику до неї?“»— сказав Леонард.

## Списки композицій
- США / Канада / Німеччина / Велика Британія 7" сингл

1. «Live to Tell» (Edit) — 4:37
2. «Live to Tell» (Instrumental) — 5:49

- США / Канада / Німеччина / Велика Британія 12" максі-сингл

1. «Live to Tell» (LP Version) — 5:49
2. «Live to Tell» (Edit) — 4:37
3. «Live to Tell» (Instrumental) — 5:49

- Німеччина / Велика Британія CD максі-сингл (1995)

1. «Live to Tell» (LP Version) — 5:49
2. «Live to Tell» (Edit) — 4:37
3. «Live to Tell» (Instrumental) — 5:49

## Позиції в чартах
| Чарт (1986)                          | Найвища позиція |
| ------------------------------------ | --------------- |
| Australian Singles Chart             | 2               |
| Belgian Singles Chart (Flanders)     | 3               |
| Canadian Singles Chart               | 1               |
| Dutch Singles Chart                  | 1               |
| Finnish Singles Chart                | 4               |
| Irish Singles Chart                  | 2               |
| Italian Singles Chart                | 1               |
| New Zealand Singles Chart            | 7               |
| Norwegian Singles Chart              | 5               |
| Spanish Singles Chart                | 3               |
| UK Singles Chart                     | 2               |
| Billboard Hot 100                    | 1               |
| Billboard Hot Mainstream Rock Tracks | 1               |